# Les Hommes qui marchèrent sur la queue du tigre
Pour plus de détails, voir Fiche technique et Distribution.
Les Hommes qui marchèrent sur la queue du tigre (虎の尾を踏む男達, Tora no o o fumu otokotachi) est un film japonais réalisé par Akira Kurosawa. Tourné en août et septembre 1945, il est interdit par le gouvernement d'occupation américain et n'obtient son visa d'exploitation qu'en 1952.

## Synopsis
Le seigneur Minamoto no Yoshitsune, suivi de six de ses hommes dont le fidèle Benkei, est poursuivi par les sbires de son frère, le shogun Minamoto no Yoritomo. Tous déguisés en moines yamabushi, ils doivent traverser une frontière. Ils devront inévitablement duper les gardes-frontières, s'ils ne veulent pas se faire capturer.
Un porteur leur explique que les gardes sont informés de leur nombre et de leur apparence. Le seigneur se déguise alors en porteur, ses hommes restant habillés en moines. Confrontés à la suspicion des chefs du poste, le sang-froid de Benkei leur permet de passer.

## Fiche technique
- Titre : Les Hommes qui marchèrent sur la queue du tigre
- Titre original : 虎の尾を踏む男達 (Tora no o o fumu otokotachi?)
- Titre français alternatif : Qui marche sur la queue du tigre…[2]
- Réalisation : Akira Kurosawa
- Scénario : Akira Kurosawa, d'après la pièce de kabuki Kanjinchō de Gohei Namiki et la pièce de théâtre japonaise Ataka de Kanze Kojiro Nobumitsu[3]
- Production : Motohiko Itō
- Société de production : Tōhō
- Musique : Tadashi Hattori
- Photographie : Takeo Itō
- Montage : Toshio Gotō
- Décors : Kazuo Kubo
- Pays d'origine :  Japon
- Langue originale : japonais
- Format : noir et blanc - 1,37:1 - son mono - 35 mm
- Genre : jidai-geki, film d'aventures, film historique, thriller
- Durée : 59 minutes[4],[2] (métrage : six bobines - 1 625 m[4])
- Date de production : septembre 1945[4]
- Dates de sortie :
  - Japon : 24 avril 1952 (sortie nationale)[4]
  - France : 9 mars 2016 (sortie nationale)[5]

Photographies prises en septembre 1945 lors du tournage du film
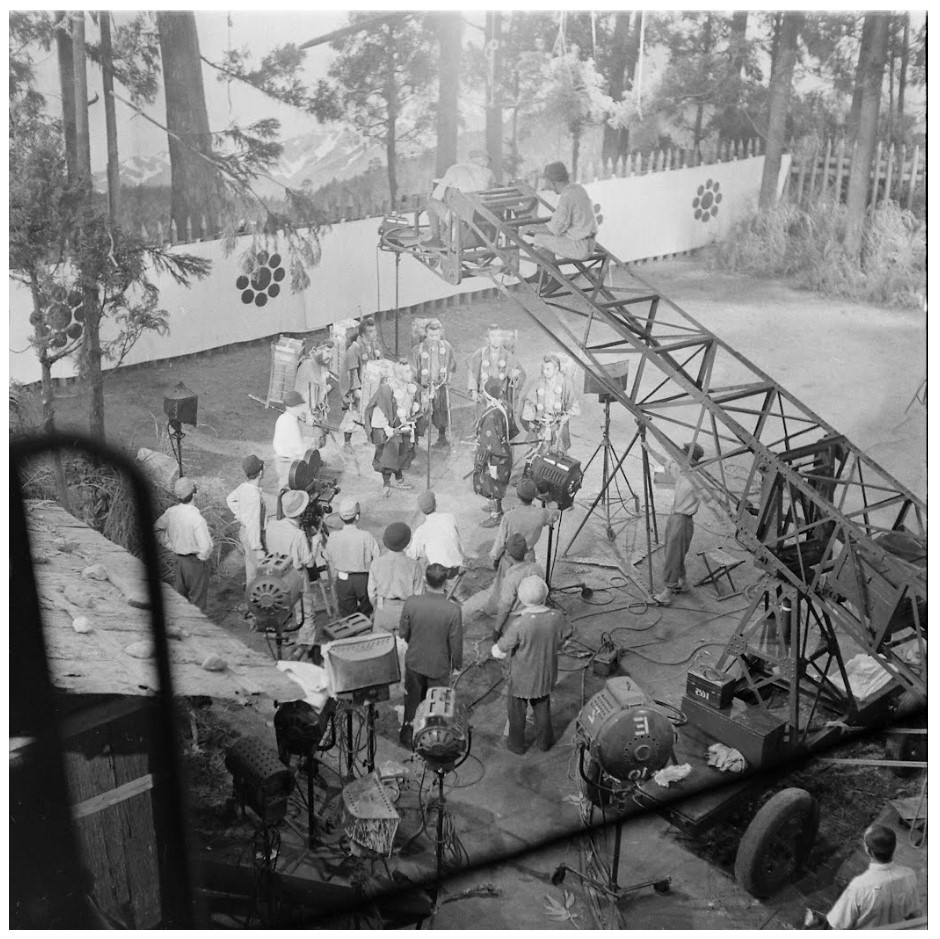
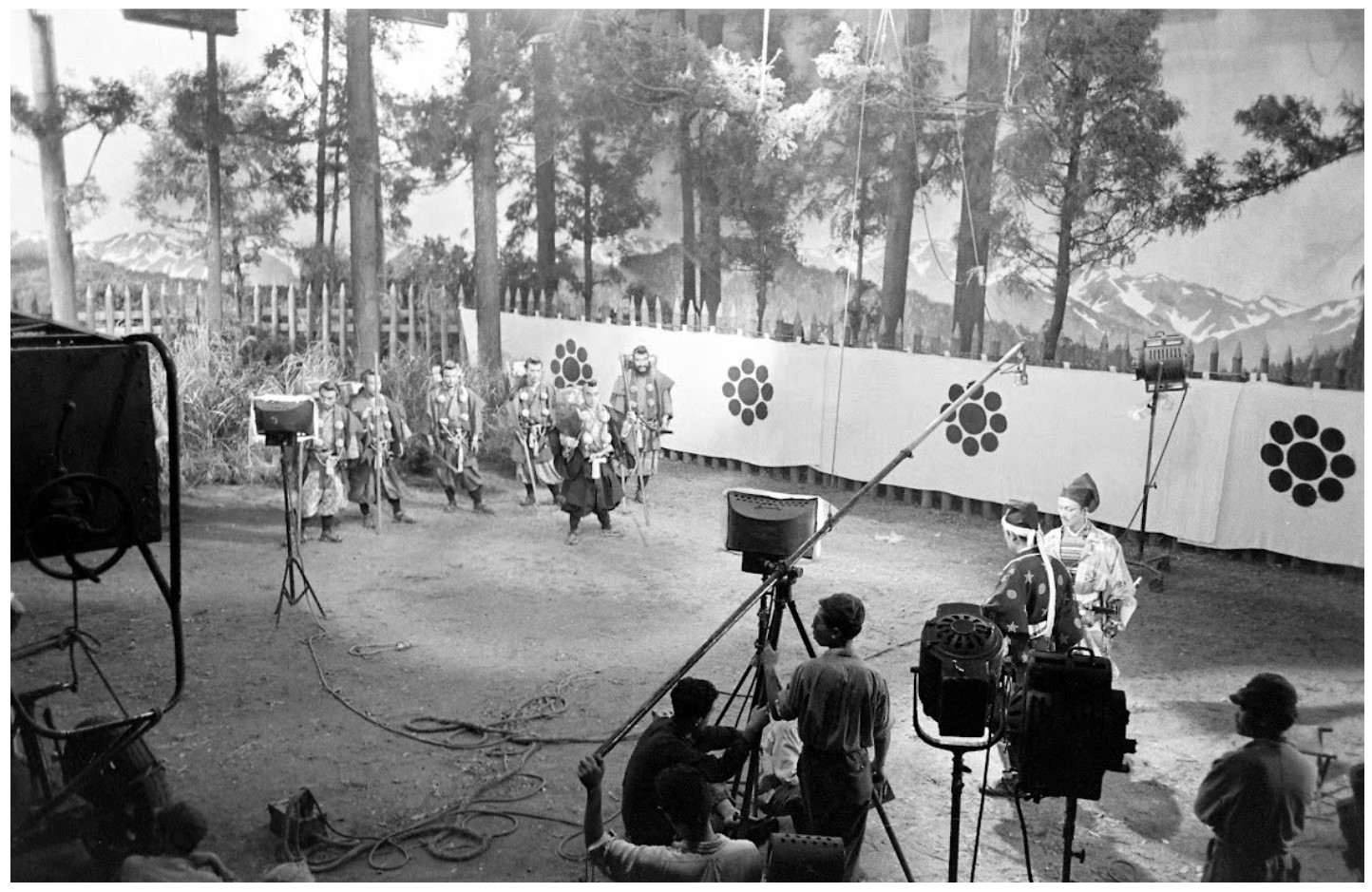
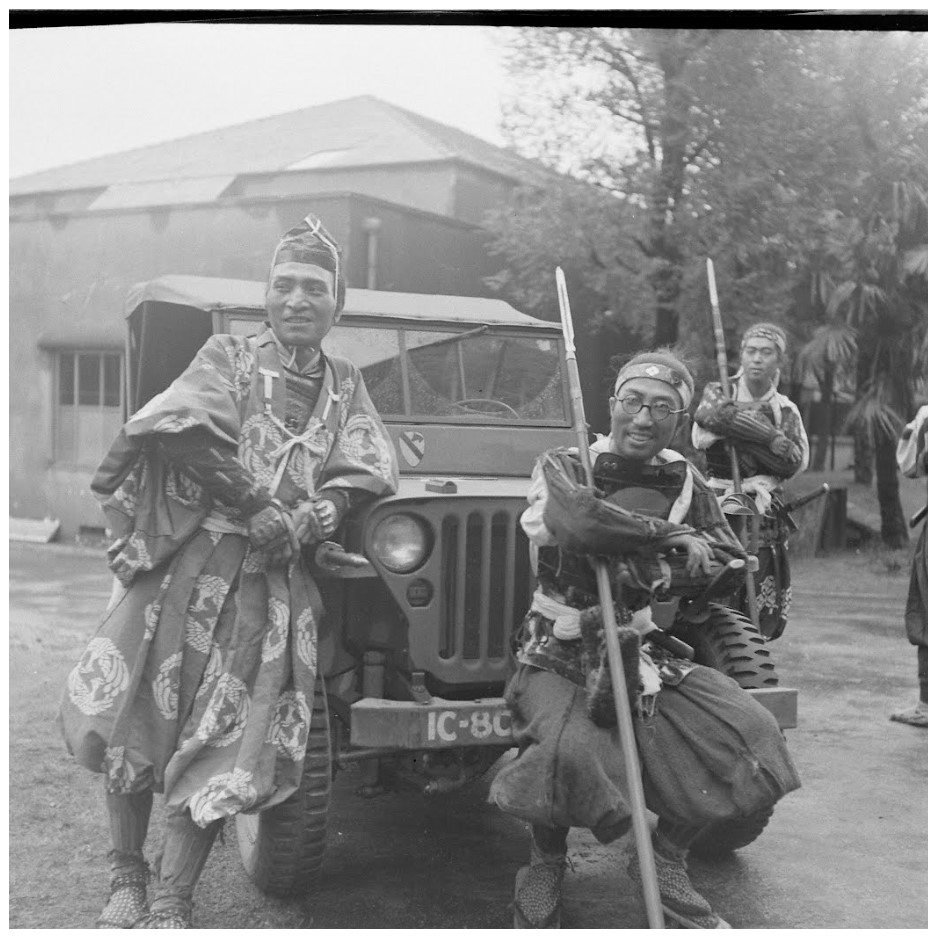
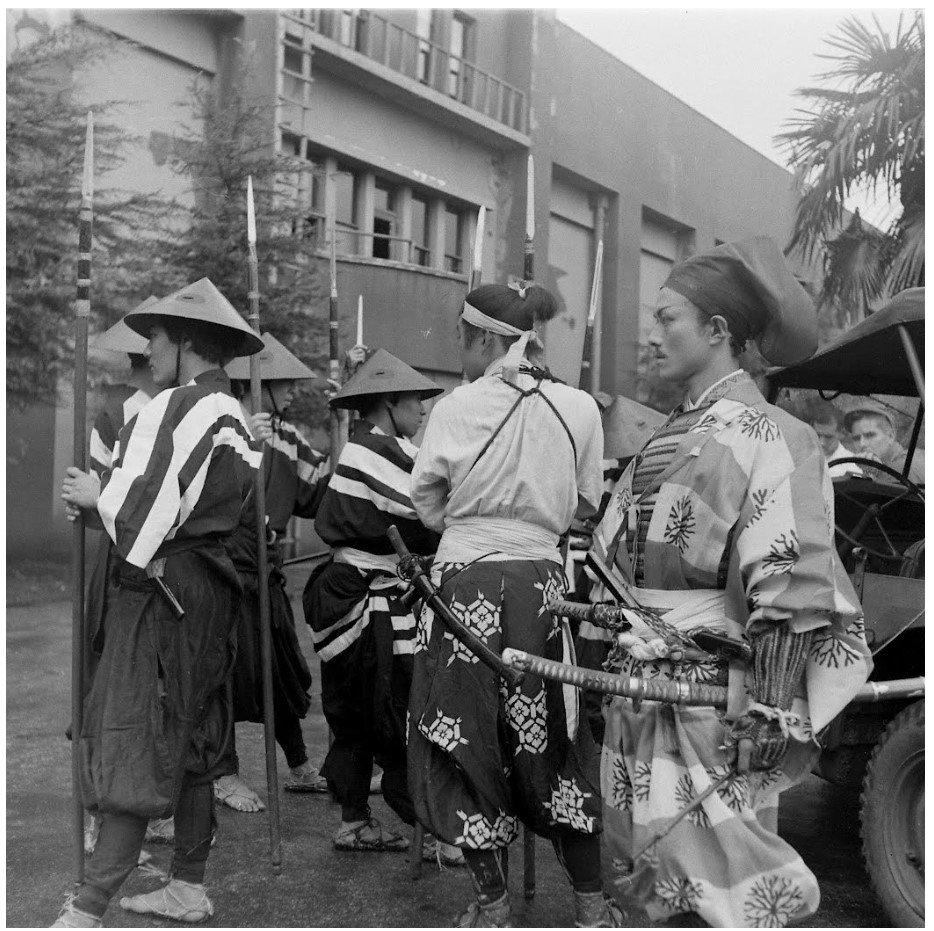
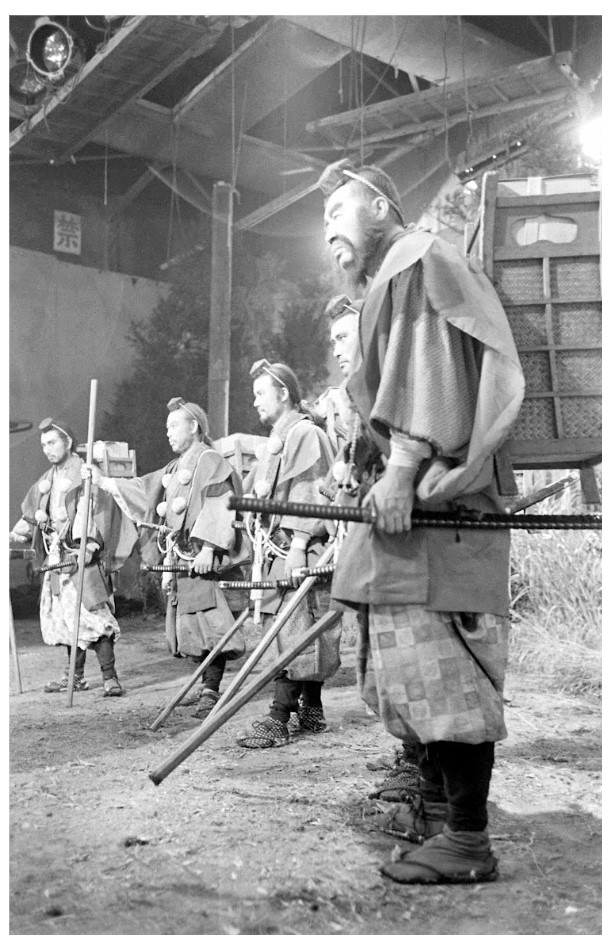

## Distribution
- Denjirō Ōkōchi : Benkei
- Susumu Fujita : Togashi
- Ken'ichi Enomoto : le porteur
- Masayuki Mori : Kamei
- Takashi Shimura : Kataoka
- Akitake Kōno : Ise
- Yoshio Kosugi : Suruga
- Hanshirō Iwai : Yoshitsune
- Dekao Yokoo : Hidachibo

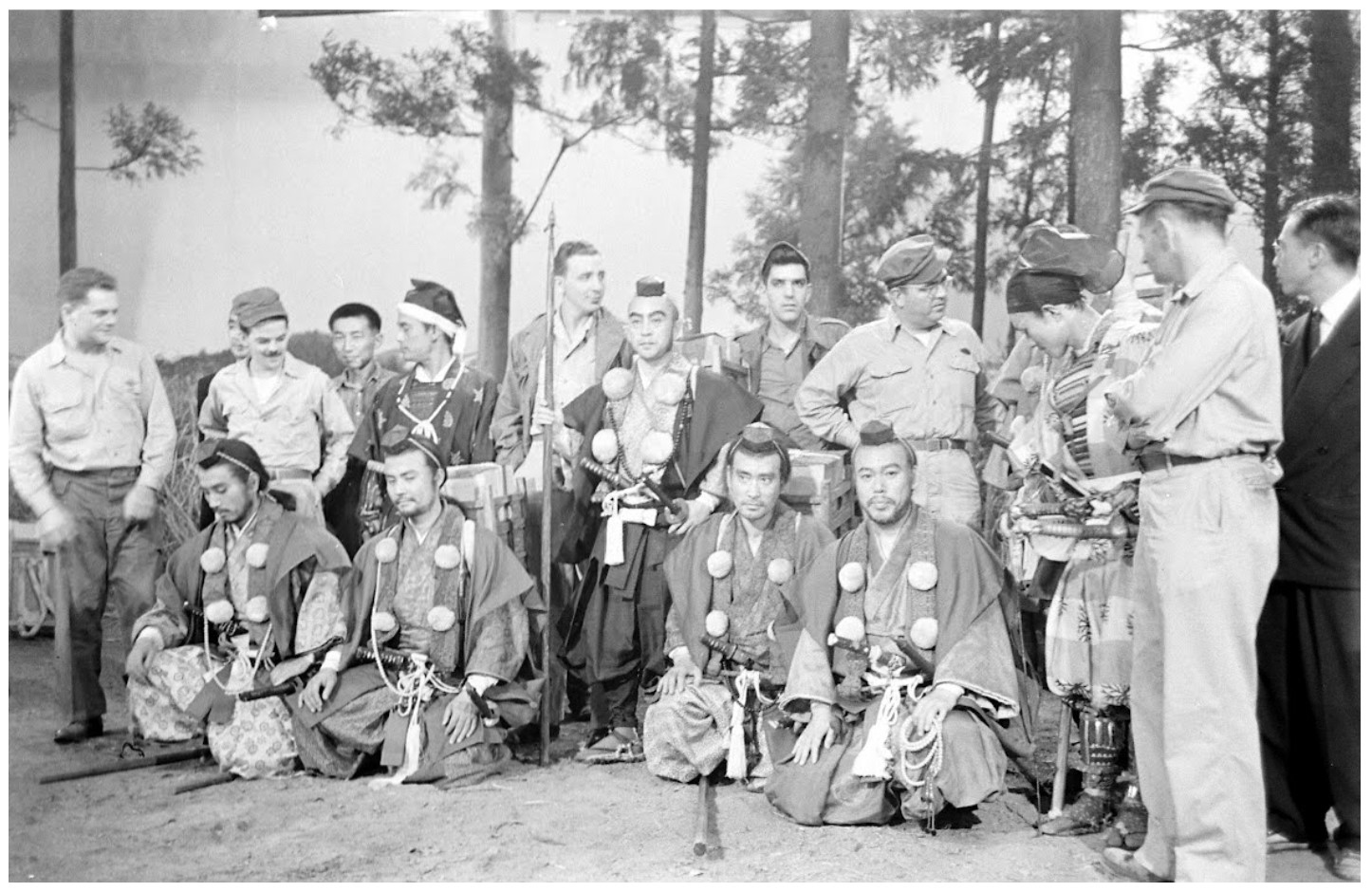
Septembre 1945, pendant le tournage du film. Les acteurs japonais sont : au 1er rang, Masayuki Mori, Akitake Kōno, Yoshio Kosugi et Takashi Shimura. Au 2e rang : Susumu Fujita, Denjirō Ōkōchi et Yasuo Hisamatsu.

- Yasuo Hisamatsu : le messager de Kajiwara
- Sōji Kiyokawa : le messager de Togashi

## Accueil
Ce film a été censuré par les autorités d'occupation américaines et n'est sorti que sept ans après sa création. Selon Donald Richie, « les censeurs [japonais] affûtaient leurs ciseaux, mais comme l'achèvement du film coïncida à peu près avec celui de la guerre, ils ne purent pas faire grand chose. Néanmoins, en le retirant de la liste des films soumis au nouveau bureau de censure de l'occupant allié, ils s'assurèrent que le film ne sortirait pas. Plus tard, lorsque les censeurs américains examinèrent ce film dont l'esprit avait été jugé trop démocratique et trop américain par leurs confrères nippons, ils le trouvèrent, au contraire, trop féodal, et trop japonais. »